# Martin Poser
Martin Werner Poser, född 8 december 1909 i Leipzig, död 8 april 1999 i Lödöse, var en tysk-svensk konsthantverkare och målare.

## Biografi
Poser var son till bokbindaren Max Poser och Alma Reicholt. Han studerade konst i Leipzig och Nürnberg under 1920-talet. Under 1930-talet bedrev han självstudier under studieresor till Frankrike, Schweiz, Italien, Bulgarien och de nordiska länderna. Under första hälften av 1930-talet kom han till Sverige, bosatte sig i Göteborg och hade sedan slutet av 1940-talet även en sommarateljé på Marstrand. Under slutet av 1970-talet flyttade han till Lödöse, men fortsatte verksamheten i Marstrandsateljén till sin bortgång. Separat ställde han bland annat ut på Olsens konstsalong och GHT-centralen i Göteborg samt i Uddevalla och Nakskov i Danmark. Bland hans offentliga arbeten märks dekorativa arbeten i kakel och väggmålningar i Kungsholms skola och Folkets hus i Sävedalen. Som illustratör illustrerade han Folke Ranängs bok Älska varann i nöd och lust samt illustrationer för tidskriften Västkustfiskaren.
Hans breda konstnärskap omfattade bland annat målning av figurer, porträtt och landskap i akvarell eller olja, grafik, keramik och silversmide. Till minne av Martin Poser har skapats en minnesfond varifrån varje år ett stipendium delas ut. Detta kan sökas av ungdomar som utbildar sig inom konstnärliga, estetiska eller kulturella uttrycksformer, som bildkonst, musik, dans, eller litteratur.